# غابور سيبوس
غابور سيبوس هو لاعب كرة قدم مجري، ولد في 1 نوفمبر 2002 في هدمزوفازارهلي في المجر.